# ノエ・ジョルダニア
ノエ・ニコロジス・ジョルダニア（グルジア語: ნოე ნიკოლოზის ჟორდანია、1868年1月14日〈ユリウス暦1月2日〉または1869年3月21日〈ユリウス暦3月9日〉 - 1953年1月11日）は、メンシェヴィキ出身のグルジアの政治家である。帝政ロシア下でグルジア最初のマルクス主義団体メサメ・ダシを組織し、1918年にグルジア民主共和国が独立した際は第2代首相を務めた。1921年にソビエト・ロシアの赤軍がグルジアに侵攻するとフランスへ逃れたが、その後も亡命政府を率いた。

## 生涯
ロシア帝国クタイス県オズルゲティ郡ランチフンティで、小地主の家庭に生まれる。後にグルジア共産党指導者となるフィリップ・マハラーゼとともにチフリス神学校 (ru) へ進んだが、ジョルダニアは早くから信仰を失っていた。1890年に神学校を卒業し翌年にワルシャワの獣医学校へ進んだ。この時代にカール・カウツキーやゲオルギー・プレハーノフの著作に出会いマルクス主義に近くなる。
やがてロシア領グルジアへ戻ったジョルダニアはチフリスの労働者の間にマルクス主義を宣伝し、1892年12月にグルジア初の合法マルクス主義団体メサメ・ダシの結成者の一人となった。しかし翌年には当局の逮捕を予期して再び国外へ脱出し、ドイツでカウツキーに出会い彼と親交を結んだ。1921年のカウツキーのパンフレット『グルジア』では、グルジアにとってジョルダニアはロシアにとってのプレハーノフ以上の存在であると称賛されている。
1897年2月に恩赦によってグルジアへ戻ったジョルダニアは、労働運動に民族主義を糾合させる路線を志向して合法週刊紙の編集を開始した。この方法論は他の社会民主主義者から批判を受けたが、ジョルダニアは地主と資本家を民族運動から排除することで労働運動の分裂は回避されると考えた。また、週刊紙の中でジョルダニアは農民に十分な土地を与えよと訴えたため、これによってグルジアでは社会民主主義勢力に農民からの圧倒的な支持が集まることとなった。

### メンシェヴィキへ

前列左から二番目がジョルダニア（1906年、第1回選挙にて）

1901年にジョルダニアはチフリスでのメーデーの後逮捕されたが、獄中でロシア社会民主労働党のパンフレットを目にして初めて、ジョルダニアは自分が知らぬ間にその党員となっていたことを知った。翌年に冬に脱獄するも、当局から自分に追放命令が出されたことを知り、再びジョルダニアはヨーロッパへ逃亡した。その先のブリュッセルとロンドンで、ジョルダニアはロシア社会民主労働党が分裂する契機となった1903年の第2回大会にザカフカース代表として出席した。しかしここでも、農民を反動勢力と見なす向きが主流であった社会民主労働党内で、広範な農民運動を訴えるジョルダニアは孤立した。
この第2回党大会では、党員資格を巡って2大指導者のウラジーミル・レーニンとユーリー・マルトフの間で論争が生じている。この時、ジョルダニアは反レーニンではあったがマルトフにも完全に同意するわけではなく、「組織の原則についてではなく、その形式についての」この論争を「兄弟喧嘩」と見なしていた。しかし、最終的にジョルダニアは党員資格を活動家に限定すべきであるとのレーニンの提案に反対し、マルトフの対案を支持した。結局、社会民主労働党はこの評決を機にレーニン派のボリシェヴィキとマルトフ派のメンシェヴィキに分裂するのだが、以降のジョルダニアはメンシェヴィキとして確固たる地位を築いてゆくことになる。
1905年1月にサンクトペテルブルクで血の日曜日事件が発生した際、それが自然発生的な運動であったことに注目したジョルダニアは大衆闘争路線の正しさを改めて確信し、同時にボリシェヴィキの勢力が強かったロシアの党組織を見限ってほどなくグルジアへ戻った。グルジアの社会民主主義組織にもボリシェヴィキとメンシェヴィキの争いは波及していたが、ジョルダニアの率いるグルジア・メンシェヴィキは農民からの広範な支持を得てボリシェヴィキを圧倒していった。
翌1906年のロシア帝国国会第1回選挙には社会民主主義派の指導者としてチフリスから当選した。同年の社会民主労働党第4回大会で土地の市有化を訴えている。1907年12月には国会の解散に抗議してヴィボルグ・アピールに連名し、当局から懲役3か月を宣告された。翌年の第5回大会で党中央委員に選出され、1912年までそれを務めた。1912年半ばからバクーでメンシェヴィキ系合法新聞を発行し、1914年にはレフ・トロツキーと共同で民族問題に関する連載を雑誌上で行っている。第一次世界大戦中はプレハーノフとともに戦争継続を訴えた。

### 革命と独立

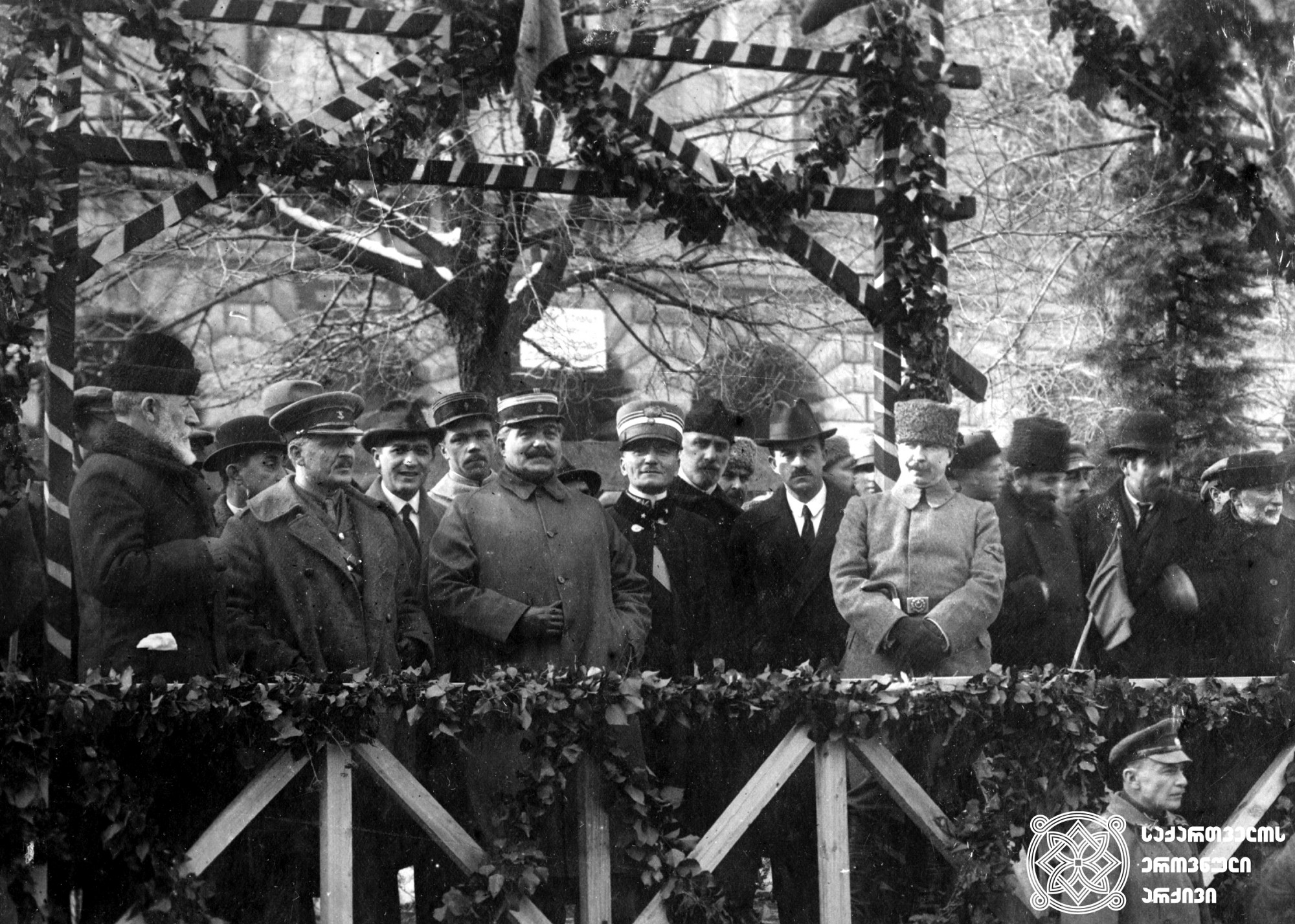
左端がジョルダニア（1918年5月26日、グルジア独立の日）

1917年の2月革命後はチフリス・ソビエトの議長となり、8月にチフリス・ソビエト最高会議議長とロシア社会民主労働党統一派中央委員なった。十月革命後は一時期全ロシア臨時議会に参加もしたが、ほどなくそれに幻滅しグルジアへ戻った。同時期にナショナリズムへの傾斜を強くし、12月3日（グレゴリオ暦）には全国大会でグルジアの主権を求める講演を行っている。同月9日にグルジア民族ソビエトの指導者となり、ザカフカース民主連邦共和国崩壊後の1918年5月26日にドイツ帝国の支援を受けて独立したグルジア民主共和国では7月24日から政府指導者となった。その3年間の治世で、ジョルダニアは包括的な土地改革と司法改革を成し遂げ、諸外国との外交関係確立に取り組んだ。農民に対する大規模な支援に加え、社会主義、民主主義、適度なナショナリズムとインテリゲンチヤや貴族層の忠誠を組み合わせたその統治は、独立グルジアを近代化させるにあたって重要な役割を果たした。
大戦にドイツが敗北しグルジアにイギリス軍が進駐してからは、ボリシェヴィキに対して共闘する契約を白軍のアントーン・デニーキンとの間に結んだ。しかし、デニーキン軍が敗北すると独立維持のためにソビエト・ロシアとも外交を結ぼうとするが、直後の1921年2月に赤軍の侵攻を受けて多くの同志らとともにフランスへの亡命を余儀なくされた。グルジア・ソビエト社会主義共和国が成立した後、ジョルダニアはグルジア民主共和国亡命政府を組織して1953年の死まで国外からグルジアの独立回復を訴え続けた。死後、ジョルダニアはルヴィル＝シュル＝オルジュのルヴィル墓地 (en) へ埋葬された。